# ミス・インターナショナル2008
第48回ミス・インターナショナル（48th Miss International Beauty Pageant）は2008年11月8日にマカオのザ・ベネチアン・マカオで開催された。

## 概要
今大会は史上最多の63カ国・地域が参加、しかし時期がフィリピンで開催されるミス・アースと重なり、アルメニア、チリ、エジプト、ホンジュラス、ナイジェリアが不参加となった。
各国のミスたちは10月20日ごろに京都市に来日し、時代祭に参加、10月25日に開催のミス・インターナショナル2009、ミス・ワールド日本代表選出大会（国立京都国際会館）を経て10月27日ごろに決戦の地・マカオに到着、11月8日にコタイ・アリーナ（金光綜藝館）での世界大会で優勝者が決定され、スペイン代表のアレハンドラ・アンドレウが優勝した。ミス・インターナショナル2007のプリシラ・ペラレスから王冠を受け取った。なお、テレビ中継は協賛のTVB翡翠台で放送され、日本でも12月30日にテレビ東京系列で録画放送された。

## 結果
- ミス・インターナショナル：アレハンドラ・アンドレウ（ スペイン）
- 第2位：マリア・クリスティーナ・ディアス（ コロンビア）
- 第3位：アンナ・タルノウスカ（ ポーランド）
- 第4位：リュウ・チョウブン（ 中国）
- 第5位：ズザナ・プトナロヴァ（ チェコ）
- ミス・ナショナルコスプレ：ヌライザー・リスピナー（アルーバ）
- ミス・フレンドシップ：ヘオルヒーナ・シスネーロス（エルサルバドル）
- ミス・ナチュラルビューティー：タツィアナ・リネイスカヤ（ベラルーシ）
- ミス・フォトジェニック：アレハンドラ・アンドレウ

## 日本代表
日本代表選出大会は2007年10月15日にザ・プリンスで開催された。
- ミス・インターナショナル日本代表：Kyoco（杉山恭子）
- 準ミス・インターナショナル日本代表第2位：久保寺瑞紀（2008年12月開催のミス・ワールド2008に出場）
- 準ミス・インターナショナル日本代表第3位：宮坂絵美里
- 準ミス・インターナショナル日本代表第4位：青山未奈（ミスWEBジェニックも同時受賞）
- 準ミス・インターナショナル日本代表第5位：内田リサ